# Vlasta Vostřebalová-Fischerová

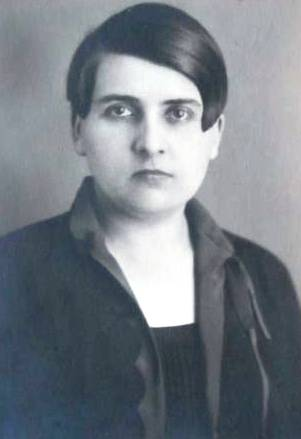
Vlasta Vostřebalová-Fischerová

Vlasta Vostřebalová-Fischerová a), geborene Boskowitz (* 22. Februar 1898 in Boskovice; † 5. Dezember 1963 in Prag), war eine tschechische Malerin und feministisch orientierte Intellektuelle. Sie beeinflusste die auf soziale Themen ausgerichtete Kunst in der Tschechoslowakei der Zwischenkriegszeit.

## Leben
Vlasta Vostřebalová-Fischerová wurde 1898 im mährischen Boskovice in eine wohlhabende Familie geboren. Noch vor dem Ausbruch des Ersten Weltkriegs zog die Familie nach Prag, wo Vostřebalová-Fischerová die Schule für Zeichnen und Malen für Damen absolvierte, aus der später die Akademie für Kunst, Architektur und Design Prag wurde. In dieser Zeit war es das einzige tschechische Institut, das Frauen Kunstunterricht gab. Auch ihr anschließendes Studium an der Akademie der bildenden Künste in Prag (und ihr Engagement im Atelier von Vojtěch Hynais) hat sie heimlich angefangen, denn ihr Vater war rigoros gegen ein akademisches Studium von Frauen. Sie war dennoch, mit ihrer Mitschülerin Milada Marešová, eine der ersten Frauen, die an der Akademie der bildenden Künste ihr Studium abschließen konnte, und eine der ersten akademischen Malerinnen in der Tschechoslowakei.
Am Anfang der 1920er Jahre lernte Vostřebalová den Schriftsteller und Übersetzer jüdischer Herkunft Otokar Fischer kennen. Sie wurde 1923 von ihm schwanger und heiratete ihn – ungerne – einen Monat nach der Geburt ihres Sohnes Jan Otokar, weil Fischer auf sie Druck ausübte. Sie betrachtete die Ehe als eine Institution, die eine ungleiche Beziehung zwischen einem Mann und einer Frau zementiere. Nach zwei Jahren brach die Ehe jedoch auseinander. Nach 1939, in der Zeit des Protektorats, hat sie aus Angst, die jüdischen Wurzeln ihres Sohnes könnten aufgedeckt werden, ihre künstlerische Tätigkeit eingestellt.
Nach dem Kriegsende erwog sie zeitweilig, zu ihrer künstlerischen Beschäftigung mit sozialen Themen der späten 1920er Jahre zurückzukehren. Wegen der fortschreitenden Etablierung des sog. sozialistischen Realismus nach der kommunistischen Machtübernahme von 1948, der als die (einzige) offizielle Kunstrichtung alle von ihm abweichenden Kunstformen zunehmend in Abseits stellte, hat sie davon Abstand genommen.

## Rezeption
Die zeitgenössischen Reaktionen waren durchaus positiv, wenngleich sie erkennen ließen, dass das Werk der Künstlerin nicht immer voll verstanden wurde, was sich in abschätzigen Kommentaren spiegelte.
Erst in den heutigen Kommentaren kommt die Bedeutung ihres Werkes, in dem die Frau eine Schlüsselposition einnimmt, zur Geltung. Die Künstlerin war eine „links und feministisch orientierte Intellektuelle“ und gehört zu den dominantesten Persönlichkeiten der sozialen Kunst der damaligen Zeit; dabei wird hervorgehoben, dass sie zugleich „die damaligen gesellschaftlichen Konventionen ablehnte“ und für sich emanzipatorische „Wege zur Befreiung von der Autorität des Mannes [...] in einer patriarchalen Welt“ suchte.

## Ausstellungen
Zu ihren Lebzeiten hat Vostřebalová-Fischerová nur drei Ausstellungen gehabt, alle in der Zwischenkriegszeit. Weitere Ausstellungen fanden erst nach ihrem Tod statt.
- 1925, Prag, in Topičův salon (zusammen mit Milada Marešová)
- 1934, zwei Ausstellungen in Městská knihovna (Stadtbibliothek) in Prag
- 1968, Berlin, veranstaltet durch den Klub der Kulturschaffenden Berlin
- 1971, Galerie der Hauptstadt Prag
- 1978, Senohraby u Prahy
- 1979, Kunstgalerie in Karlsbad
- 1980, Galerie in Cheb
- 1983, Kunsthaus Brünn
- 1984, Kunsthaus in Znojmo
- 1986, Museum der Arbeiterbewegung in Budweis
- 1988, Schloss in Boskovice
- 2013/2014, Moravská galerie, Brünn (veranstaltet und kuratiert von Martina Pachmanová)
- 2014, Galerie der Hauptstadt Prag (veranstaltet und kuratiert von Martina Pachmanová)